# Dennis Widgren
Trond Dennis Widgren, född 28 mars 1994 i Östersund, är en svensk fotbollsspelare som spelar för IK Sirius.

## Karriär
Widgren startade sin fotbollskarriär i IFK Östersund. Som 14-åring gick han över till Östersunds FK, där han debuterade i pojkallsvenskan samma år. Säsongen 2010 skrev han på ett kontrakt med A-laget. Widgren blev den första spelaren att väljas till en landslagssamling från ÖFK.
Den 2 januari 2019 värvades Widgren av Hammarby IF, där han skrev på ett 3,5-årskontrakt.
I juli 2021 lånades Widgren ut till IK Sirius.
I juli 2022 kontrakterades Widgren av IK Sirius.